# Melanchroia cymodegma
Melanchroia cymodegma är en fjärilsart som beskrevs av Louis Beethoven Prout 1929. Melanchroia cymodegma ingår i släktet Melanchroia och familjen mätare. Inga underarter finns listade i Catalogue of Life.